# Raimundo Pereira
Raimundo Pereira (28 agosto 1956) è un politico guineense.

## Biografia
È stato Presidente della Guinea-Bissau per due periodi, entrambi ad interim: dal marzo al settembre 2009 e dal gennaio all'aprile 2012.
Dal settembre 2009 al gennaio 2012 è stato Presidente dell'Assemblea nazionale, l'organismo legislativo del Paese.